# David Miguélez Miguel
David Miguélez Miguel (Gijón, Astúries, 5 de maig de 1981) és un futbolista asturià. Juga com a davanter i el seu equip actual és l'AD Alcorcón.

## Trajectòria
El 'Mago' Miguélez, com li va anomenar l'afició de La Recia, es va formar en les categories inferiors del Sporting de Gijón i després signaria per clubs modestos com el Ribadesella CF, CD Mensajero de La Palma i la UD Vecindario, fins que va arribar a la Real Balompédica Linense, on jugaria 4 temporades durant dues etapes.
Va jugar durant una temporada al Lugo, on demostraria que la Segona B és un escenari en el qual pot brillar amb llum pròpia. Aconseguiria 11 gols i un alt nombre d'assistències.
El 2007 torna a jugar al Linense, club amb el qual va jugar tres promocions d'ascens després de passar un any a Lugo, on ha jugat 33 partits i ha aconseguit 6 gols jugant la major part del campionat en una posició diferent a la seva.
El 2009 abandona el club andalús i fitxa per la UE Sant Andreu. En el club català es proclama campió de Segona B, perdent l'ascens en dues ocasions, davant de la Ponferradina i del Barcelona B.
El 2011 l'atacant asturià, de 30 anys, arriba a l'Agrupación Deportiva Alcorcón, convertint-se en el primer fitxatge de l'equip alfarero, debutant a la Segona Divisió A.

## Clubs
| Club                          | Comunitat | Any       |
| ----------------------------- | --------- | --------- |
| Ribadesella Club de Fútbol    | Astúries  | 2001-2002 |
| Club Deportivo Mensajero      | Canàries  | 2002-2003 |
| Unión Deportiva Vecindario    | Canàries  | 2003-2004 |
| Real Balompédica Linense      | Andalusia | 2004-2006 |
| Club Deportivo Lugo           | Galícia   | 2006-2007 |
| Real Balompédica Linense      | Andalusia | 2007-2009 |
| Unió Esportiva Sant Andreu    | Catalunya | 2009-2011 |
| Agrupación Deportiva Alcorcón | Madrid    | 2011-     |